# Ferrari F512 M
De Ferrari F512 M is een sportwagen van het Italiaanse automerk Ferrari.
De F512M (M staat voor Modificato) was het laatste model in de Testarossa-serie.